# Seznam chráněných území v okrese Klatovy
Toto je seznam chráněných území v okrese Klatovy aktuální k roku 2010, ve kterém jsou uvedena chráněná území v oblasti okresu Klatovy.
| Kód  | Obrázek                                                       | Typ  | Název                  | Rozloha (ha) | Galerie Commons                                                                   | Popis území | Souřadnice                       |
| ---- | ------------------------------------------------------------- | ---- | ---------------------- | ------------ | --------------------------------------------------------------------------------- | --- | -------------------------------- |
| 1687 | Amálino údolí                                                 | PR   | Amálino údolí          | 80,93        | Kategorie „Amálino údolí“ na Wikimedia Commons                                    | Rozptýlené biotopy skalisek, mokřadů, pramenišť a stromových skupin, lokalita významných druhů                                                                            | 49°7′51″ s. š., 13°35′30″ v. d.  |
| 2402 | Americká zahrada                                              | NPP  | Americká zahrada       | 1,89         | Kategorie „Americká zahrada“ na Wikimedia Commons                                 | Arboretum s dřevinami zejména amerického původu | 49°27′42″ s. š., 13°9′30″ v. d.  |
| 1319 |                                                               | PP   | Bejkovna               | 0,60         |                                                                                   | Fragment slatinné louky s výskytem zvláště chráněných a ohrožených druhů rostlin                                                                                          | 49°26′39″ s. š., 13°24′59″ v. d. |
| 2411 |                                                               | PR   | Bělč                   | 9,44         | Kategorie „Bělč“ na Wikimedia Commons                                             | Zbytek starého smíšeného pralesa | 49°28′36″ s. š., 13°14′50″ v. d. |
| 2412 |                                                               | PR   | Bělyšov                | 11,37        | Kategorie „Bělyšov“ na Wikimedia Commons                                          | Starý dubový porost s lípou, klenem, borovicí a bukem | 49°26′55″ s. š., 13°12′13″ v. d. |
| 554  | Bílá strž zvěčněná v roce 1880 až 1882                        | NPR  | Bílá Strž              | 75,67        | Kategorie „Bílá Strž“ na Wikimedia Commons                                        | Hluboce zaříznuté skalnaté údolí Bílého potoka s četnými stupni | 49°11′30″ s. š., 13°9′30″ v. d.  |
| 1296 | Borek u Velhartic                                             | PR   | Borek u Velhartic      | 38,09        | Kategorie „Borek u Velhartic“ na Wikimedia Commons                                | Strmé křemencové a rulové skály s reliktním borem a suťovým lesem | 49°15′34″ s. š., 13°24′9″ v. d.  |
| 2294 | Brčálnické mokřady                                            | PR   | Brčálnické mokřady     | 49,79        | Kategorie „Brčálnické mokřady“ na Wikimedia Commons                               | Dynamicky a samovolně se vyvíjející bylinná i dřevinná společenstva | 49°11′12″ s. š., 13°13′0″ v. d.  |
|      | Hrad Rabí                                                     | PřP  | Buděticko              | 4 400        | Kategorie „Nature park Buděticko“ na Wikimedia Commons                            | | 49°17′9″ s. š., 13°33′37″ v. d.  |
| 2054 | Bukový porost v přírodní rezervaci Čepičná                    | PR   | Čepičná                | 179,00       | Kategorie „Čepičná“ na Wikimedia Commons                                          | Významná genová základna buku lesního s výskytem vápnomilných a teplomilných druhů rostlin                                                                                | 49°16′26″ s. š., 13°35′11″ v. d. |
| 2451 | Čertovo jezero                                                | NPR  | Černé a Čertovo jezero | 208,46       | Kategorie „Černé a Čertovo jezero“ na Wikimedia Commons                           | Dvě největší šumavská jezera glaciálního původu, na Jezerní stěně horský prales                                                                                           | 49°10′14″ s. š., 13°10′53″ v. d. |
| 2240 | Datelovská strž                                               | PR   | Datelovská strž        | 5,78         | Kategorie „Datelovská strž“ na Wikimedia Commons                                  | Dynamicky se vyvíjející bylinná společenstva, dřevinná společenstva | 49°15′21″ s. š., 13°13′18″ v. d. |
| 1194 | Rozkvetlá louka                                               | PP   | Dolejší drahy          | 4,35         | Kategorie „Dolejší drahy“ na Wikimedia Commons                                    | Opuštěné pastviny se vzácnou květenou | 49°24′20″ s. š., 13°32′41″ v. d. |
| 1756 | Hamižná                                                       | PR   | Hamižná                | 14,89        | Kategorie „Hamižná“ na Wikimedia Commons                                          | Bývalá pastvina, významná květena, zachovány památky po těžbě zlata | 49°9′56″ s. š., 13°26′38″ v. d.  |
| 5816 | PP Chodská Úhlava                                             | PP   | Chodská Úhlava         | 13,2628      | Kategorie „Chodská Úhlava (natural monument)“ na Wikimedia Commons                | Vlhkomilné nelesní biotopy významné pro hnízdění zvláště chráněných druhů ptáků a sloužící i jako tahová zastávka ptáků                                                   | 49°17′33″ s. š., 13°6′33″ v. d.  |
| 1719 | Chřepice                                                      | PR   | Chřepice               | 16,89        | Kategorie „Chřepice (nature reserve)“ na Wikimedia Commons                        | Společenstva luhů, olšin a horských lučin antropicky ovlivněných | 49°15′16″ s. š., 13°16′15″ v. d. |
| 134  |                                                               | PP   | Chudenická bažantnice  | 17,94        | Kategorie „Chudenická bažantnice“ na Wikimedia Commons                            | Lesní komplex smíšených porostů blízkých přirozené skladbě dřevin (se zvlášť starými porosty 300letých dubů) a jeho bylinných společenstev                                | 49°26′31″ s. š., 13°10′13″ v. d. |
| 141  |                                                               | PR   | Jelení vrch            | 11,11        | Kategorie „Jelení vrch (nature reserve)“ na Wikimedia Commons                     | Smíšený listnatý les s lípou | 49°23′5″ s. š., 13°25′33″ v. d.  |
| 1757 |                                                               | PR   | Kepelské mokřady       | 10,59        |                                                                                   | Vrchoviště a podmáčené louky, výskyt kriticky ohrožených druhů rostlin | 49°11′35″ s. š., 13°20′40″ v. d. |
|      | Přírodní park Kochánov ze Svatoboru, v popředí obec Petrovice | PřP  | Kochánov               | 8 100        | Kategorie „Nature park Kochánov“ na Wikimedia Commons                             | | 49°14′20″ s. š., 13°20′45″ v. d. |
| 5606 | Královský hvozd                                               | PP   | Královský hvozd        | 2 077        | Kategorie „Královský hvozd (natural monument)“ na Wikimedia Commons               | Ochrana geomorfologických útvarů, skupin stromů a porostů a přirozených přírodních ekosystémů se všemi jejich součástmi, rostlinnými a živočišnými společenstvy           | 49°10′51″ s. š., 13°9′20″ v. d.  |
| 3386 | Kříženecké mokřady                                            | PR   | Kříženecké mokřady     | 4,19         | Kategorie „Kříženecké mokřady“ na Wikimedia Commons                               | zachování přirozeného charakteru horské olšiny, podmáčené smrčiny | 49°8′54″ s. š., 13°26′58″ v. d.  |
| 2239 | PR Lakmal                                                     | PR   | Lakmal                 | 41,08        | Kategorie „Lakmal (natural reserve)“ na Wikimedia Commons                         | Dynamicky se vyvíjející bylinná společenstva, dřevinná společenstva ve všech fázích přirozeného vývoje                                                                    | 49°13′31″ s. š., 13°10′44″ v. d. |
| 868  | Loreta                                                        | PP   | Loreta                 | 13,65        |                                                                                   | Opuštěný vápencový lom, báňskohistorická památka | 49°21′25″ s. š., 13°16′42″ v. d. |
| 1975 | Přírodní rezervace Losenice                                   | PR   | Losenice               | 2,70         | Kategorie „Losenice (nature reserve)“ na Wikimedia Commons                        | Úsek přirozeného toku se vzácnými společenstvy | 49°6′35″ s. š., 13°34′31″ v. d.  |
| 3385 | Losenice II                                                   | PR   | Losenice II            | 13,27        | Kategorie „Losenice II“ na Wikimedia Commons                                      | zachování a umožnění samovolného vývoje lesních porostů | 49°6′46″ s. š., 13°34′27″ v. d.  |
| 1597 | Přírodní rezervace Luňáky                                     | PR   | Luňáky                 | 26,56        | Kategorie „Luňáky“ na Wikimedia Commons                                           | Slatinné louky se vzácnou avifaunou | 49°22′25″ s. š., 13°14′56″ v. d. |
| 1718 | Městišťské rokle                                              | PR   | Městišťské rokle       | 186,91       | Kategorie „Městišťské rokle“ na Wikimedia Commons                                 | Komplex pramenišť, rašelinišť a potočních niv s významnými porosty, květenou i zvířenou                                                                                   | 49°13′37″ s. š., 13°14′36″ v. d. |
| 1406 | Milčice                                                       | PR   | Milčice                | 8,75         | Kategorie „Milčice (nature reserve)“ na Wikimedia Commons                         | Lokalita vzacné květeny na krystalických vapencích | 49°11′38″ s. š., 13°32′40″ v. d. |
| 626  | Mrazové srázy u Lazen                                         | PP   | Mrazové srázy u Lazen  | 1,86         | Kategorie „Mrazové srázy u Lazen“ na Wikimedia Commons                            | Dokonale vyvinutý mrazový sráz s kamenným mořem | 49°10′20″ s. š., 13°38′23″ v. d. |
| 1084 | Na Volešku                                                    | PR   | Na Volešku             | 5,22         | Kategorie „Na Volešku“ na Wikimedia Commons                                       | Zachovalý mokřad s cennou květenou | 49°11′24″ s. š., 13°39′37″ v. d. |
| 42   | Chalupská slať                                                | NP   | Národní park Šumava    | 69 030       | Kategorie „Šumava National Park“ na Wikimedia Commons                             | Jedinečná nerušeně se vyvíjející biologická společenstva. Mimo horských smrčin a pralesních porostů jsou nejvýznamnější slatě, rašeliniště a karová jezera.               | 48°46′16″ s. š., 13°51′26″ v. d. |
| 1758 |                                                               | PR   | Nebe                   | 13,89        |                                                                                   | Mozaika suchých a zamokřených ekosystémů, bohatý výskyt ohrožených druhů                                                                                                  | 49°8′47″ s. š., 13°35′35″ v. d.  |
| 2293 | Popis obrazku                                                 | PR   | Onen svět              | 27,55        | Kategorie „Onen Svět (nature reserve)“ na Wikimedia Commons                       | Zachování samovolně vzniklých rostlinných společenstev, ostatní dřevinné vegetace. Dynamicky se vyvíjející bylinná i dřevinná společenstva                                | 49°14′12″ s. š., 13°16′53″ v. d. |
| 909  |                                                               | NPP  | Pastviště u Fínů       | 4,19         | Kategorie „Pastviště u Fínů“ na Wikimedia Commons                                 | Pastvina s výskytem švihlíku krutiklasu | 49°12′39″ s. š., 13°34′21″ v. d. |
| 2238 | Páteříkova Huť                                                | PR   | Páteříková Huť         | 7,04         | Kategorie „Páteříkova Huť“ na Wikimedia Commons                                   | Dynamicky se vyvíjející bylinná i dřevinná společenstva | 49°12′21″ s. š., 13°18′6″ v. d.  |
|      |                                                               | PřP  | Plánický hřeben        |              | Kategorie „Nature park Plánický hřeben“ na Wikimedia Commons                      | | 49°25′ s. š., 13°31′ v. d.       |
| 5701 | Přírodní památka Pohorsko                                     | PP   | Pohorsko               | 0,4185       | Kategorie „Pohorsko (natural monument)“ na Wikimedia Commons                      | Ochrana kriticky ohroženého druhu rostliny hořečku mnohotvarého českého                                                                                                   | 49°9′28″ s. š., 13°37′32″ v. d.  |
| 3384 |                                                               | PR   | Poustka                | 6,72         |                                                                                   | Horská olšina s olší šedou, podmáčené a rašelinné smrčiny s výskytem rosnatky okrouhlolisté, tučnice obecné, ostřice Hartmanovy a ostřice Davallovy                       | 49°10′51″ s. š., 13°22′35″ v. d. |
| 336  | Hrad Prácheň na území rezervace                               | PR   | Prácheň                | 28,55        | Kategorie „Prácheň“ na Wikimedia Commons                                          | přirozené převážně listnaté porosty teplomilného charakteru s typickou květenou, charakteristické pro předhoří Šumavy                                                     | 49°18′52″ s. š., 13°40′53″ v. d. |
| 1717 | Hranice jedné ze čtyřech částí PR Prameniště                  | PR   | Prameniště             | 335,27       | Kategorie „Prameniště (nature reserve)“ na Wikimedia Commons                      | Systém pramenišť a rašelinišť s významnými rostlinnými i živočišnými společenstvy                                                                                         | 49°11′41″ s. š., 13°16′20″ v. d. |
| 349  | Vrch Pučanka                                                  | PR   | Pučanka                | 24,70        | Kategorie „Pučanka“ na Wikimedia Commons                                          | Vzácná květena na krystalickém vápenci | 49°16′48″ s. š., 13°40′15″ v. d. |
| 1076 |                                                               | PP   | Stará Úhlava           | 0,50         | Kategorie „Stará Úhlava (natural monument)“ na Wikimedia Commons                  | Rameno Úhlavy s významnou květenou | 49°28′ s. š., 13°16′34″ v. d.    |
| 416  | Strašínská jeskyně                                            | PP   | Strašínská jeskyně     | 0,53         | Kategorie „Strašínská jeskyně“ na Wikimedia Commons                               | Nezpřístupněná krasová jeskyně | 49°10′56″ s. š., 13°37′48″ v. d. |
| 3377 |                                                               | PP   | Svaté Pole             | 3,49         | Kategorie „Svaté Pole (natural monument)“ na Wikimedia Commons                    | Zachování mezofytních luk s výskytem početné populace vstavače kukačky | 49°18′14″ s. š., 13°43′8″ v. d.  |
| 1317 | Pomník v místě památky                                        | PP   | Svatý Bernard          | 0,73         | Kategorie „Svatý Bernard (natural monument)“ na Wikimedia Commons                 | Skalní výchozy amfibolického gabra | 49°18′28″ s. š., 13°3′41″ v. d.  |
| 2014 |                                                               | PR   | Svobodova niva         | 8,61         |                                                                                   | Systém rozměrných pseudokrasových dutin doprovázených fluoritovou mineralizací                                                                                            | 49°13′13″ s. š., 13°12′51″ v. d. |
| 43   | Vrch Bobík a Boubín                                           | CHKO | Šumava                 | 92 400       | Kategorie „Šumava“ na Wikimedia Commons                                           | | 49°11′52″ s. š., 13°14′25″ v. d. |
| 455  | Tupadelské skály                                              | PP   | Tupadelské skály       | 0,81         | Kategorie „Tupadelské skály“ na Wikimedia Commons                                 | Buližníkový kamýk | 49°24′2″ s. š., 13°13′45″ v. d.  |
| 1318 | Přírodní památka U Radošína                                   | PP   | U Radošína             | 0,75         | Kategorie „U Radošína (natural monument)“ na Wikimedia Commons                    | Opuštěný amfibolitový lom | 49°16′51″ s. š., 13°4′45″ v. d.  |
| 2242 | V místě žijí bobři                                            | PR   | Úhlavský luh           | 50,21        | Kategorie „Úhlavský luh“ na Wikimedia Commons                                     | Přirozené ekosystémy v nivě řeky Úhlavy, dynamicky se vyvíjející bylinná i dřevinná společenstva                                                                          | 49°14′5″ s. š., 13°9′41″ v. d.   |
| 1080 |                                                               | PR   | V Morávkách            | 2,43         |                                                                                   | Opuštěné pastviny s typickou květenou | 49°23′26″ s. š., 13°35′3″ v. d.  |
| 499  |                                                               | PP   | Velký kámen            | 1,00         | Kategorie „Velký kámen (natural monument, Klatovy District)“ na Wikimedia Commons | Zbytek staré bučiny | 49°25′26″ s. š., 13°31′ v. d.    |
| 5702 |                                                               | PP   | Vlkonice               | 1,172        |                                                                                   | Ochrana kriticky ohroženého druhu rostliny hořečku mnohotvarého českého a společenstva mezofilních luk s výskytem hořce brvitého, zimostrázku alpského a jalovce obecného | 49°18′ s. š., 13°35′42″ v. d.    |
| 1667 |                                                               | PR   | Zbynické rybníky       | 37,93        | Kategorie „Zbynické rybníky“ na Wikimedia Commons                                 | Rybníky Velká a Malá Strana s mokřadními loukami, ochrana hnízdišť a takové lokality vodního ptactva, hojný výskyt obojživelníků                                          | 49°16′36″ s. š., 13°29′37″ v. d. |
| 2241 |                                                               | PR   | Zelenský luh           | 16,65        | Kategorie „Zelenský luh“ na Wikimedia Commons                                     | Přirozené ekosystémy v nivě Zelenského potoka, dynamicky se vyvíjející bylinná i dřevinná společenstva                                                                    | 49°14′6″ s. š., 13°10′45″ v. d.  |
| 2323 | Zhůřská hnízdiště                                             | PR   | Zhůřská hnízdiště      | 114,36       | Kategorie „Zhůřská hnízdiště“ na Wikimedia Commons                                | horské pastviny extenzivního charakteru, zajištění podmínek pro existenci hnízdního a potravního teritoria ptáků                                                          | 49°11′4″ s. š., 13°20′7″ v. d.   |
| 2092 |                                                               | PR   | Zhůřská pláň           | 131,50       | Kategorie „Zhůřská pláň“ na Wikimedia Commons                                     | Přirozeně se vyvíjejcí společenstva na rašeliništi, prameništi, mokřadech, ochrana biotopů                                                                                | 49°10′53″ s. š., 13°21′19″ v. d. |
| 2082 | Zhůřský lom                                                   | PR   | Zhůřský lom            | 0,75         | Kategorie „Zhůřský lom“ na Wikimedia Commons                                      | Přirozeně se vyvíjející společenstva na rašeliništích, skalních výchozech a sutích zaniklého lomu                                                                         | 49°10′33″ s. š., 13°20′49″ v. d. |
| 3387 | Žežulka                                                       | PR   | Žežulka                | 53,30        | Kategorie „Žežulka (nature reserve)“ na Wikimedia Commons                         | Zachování horských olšin s olší šedou v nivě Pstružného potoka, samovolně se vyvíjející dřevinná společenstva                                                             | 49°10′34″ s. š., 13°26′35″ v. d. |

## Zrušená chráněná území
| Kód  | Obrázek                             | Typ | Název           | Rozloha (ha) | Galerie Commons                                  | Popis území                                                                       | Souřadnice                      |
| ---- | ----------------------------------- | --- | --------------- | ------------ | ------------------------------------------------ | --------------------------------------------------------------------------------- | ------------------------------- |
| 1145 | Mlynářská slať                      | PP  | Modravské slatě | 3 615        | Kategorie „Modravské slatě“ na Wikimedia Commons | Rozlehlé mokřadní území evropského významu, nejvýznamnější tohoto druhu na Šumavě | 49°0′24″ s. š., 13°26′1″ v. d.  |
| 1147 | Kamenné moře na území PP Obří zámek | PP  | Obří zámek      | 52,32        | Kategorie „Obří hrad“ na Wikimedia Commons       | Skalnaté vrcholy s kamenným mořem a přirozenými lesními porosty                   | 49°6′14″ s. š., 13°35′31″ v. d. |
| 1030 | Povydří                             | PP  | Povydří         | 660,60       | Kategorie „Povydří“ na Wikimedia Commons         | Údolí balvanitého úseku Vydry s přilehlými zalesněnými stráněmi                   | 49°4′57″ s. š., 13°30′40″ v. d. |
| 1146 |                                     | PP  | Tetřevská slať  | 18,94        |                                                  | Horské vrchoviště                                                                 | 49°1′27″ s. š., 13°32′10″ v. d. |